# Selaginella pricei
Selaginella pricei är en mosslummerväxtart som beskrevs av Benito C. Tan och Jermy. Selaginella pricei ingår i släktet mosslumrar, och familjen mosslummerväxter. Inga underarter finns listade i Catalogue of Life.